# 오라시오 에스트라다
오라시오 에스트라다 히미네즈(스페인어: Horacio Estrada Jimenez , KBO등록명: 에스트라다, 1975년 10월 19일 ~ )는 베네수엘라 공화국 출신의 야구선수이다.
좌투좌타의 투수로, 1999년 5월 4일 메이저 리그 야구팀 밀워키 브루어스에서 데뷔한 후 2001년 콜로라도 로키스로 이적했다. 통산 4승 1패 방어율 7.50 삼진 22개를 기록했다.
2003년 한국프로야구의 한화 이글스로 이적하여 7경기에 나와 1승 3패 방어율 4.71을 기록한 후 시즌 중도에 방출당했는데 그 해 거둔 1승은 4월 27일 문학 SK전 완봉승이었다.